# Historique de la draft du Thunder d'Oklahoma City
Le tableau suivant établit l'historique des sélections de la draft du Thunder d'Oklahoma City, au sein de la National Basketball Association (NBA) depuis 1967.

## Légende
|  | Joueur intronisé au Basketball Hall of Fame          |
|  | Joueur sélectionné en premier choix lors de sa draft |
|  | Joueur ayant participé au NBA All-Star Game          |

## Sélections

### Thunder d'Oklahoma City (2009-)

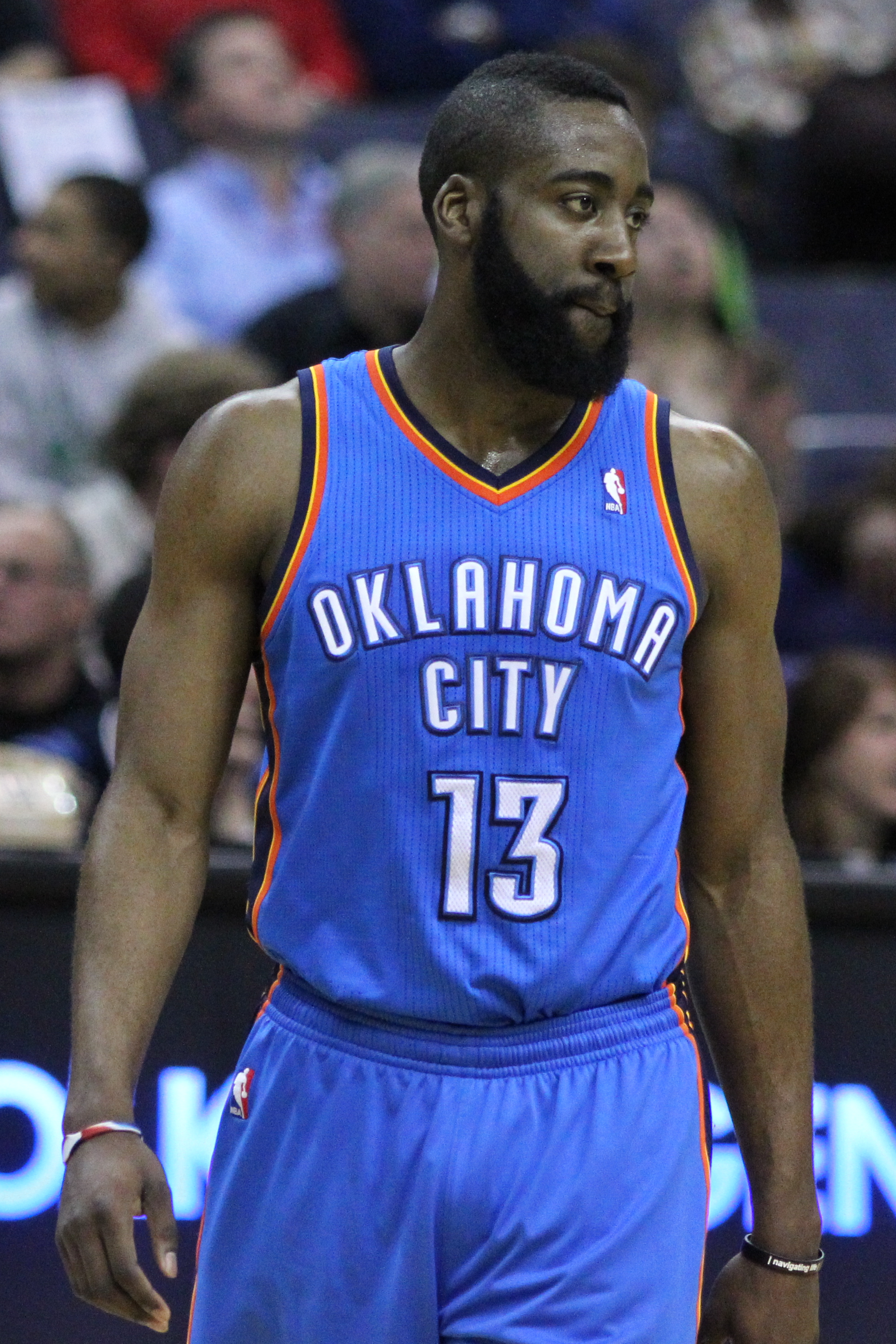
James Harden, sélectionné en 2009.

| Année | Tour | Choix | Nom du joueur     | Provenance                        |
| ----- | ---- | ----- | ----------------- | --------------------------------- |
| 2024  | 1    | 12    | Nikola Topić      | Étoile rouge de Belgrade (Serbie) |
| 2024  | 1    | 26    | Dillon Jones      | Weber State                       |
| 2024  | 2    | 38    | Ajay Mitchell     | Santa Barbara                     |
| 2023  | 1    | 12    | Dereck Lively     | Duke                              |
| 2023  | 2    | 37    | Hunter Tyson      | Clemson                           |
| 2023  | 2    | 50    | Keyontae Johnson  | Kansas State                      |
| 2022  | 1    | 2     | Chet Holmgren     | Gonzaga                           |
| 2022  | 1    | 12    | Jalen Williams    | Santa Clara                       |
| 2022  | 1    | 30    | Peyton Watson     | UCLA                              |
| 2022  | 2    | 34    | Jaylin Williams   | Arkansas                          |
| 2021  | 1    | 6     | Josh Giddey       | Adelaide 36ers (Australie)        |
| 2021  | 1    | 16    | Alperen Şengün    | Beşiktaş JK (Turquie)             |
| 2021  | 1    | 18    | Tre Mann          | Florida                           |
| 2021  | 2    | 34    | Rokas Jokubaitis  | Žalgiris Kaunas (Lituanie)        |
| 2021  | 2    | 36    | Miles McBride     | Virginie-Occidentale              |
| 2021  | 2    | 55    | Aaron Wiggins     | Maryland                          |
| 2020  | 1    | 25    | Immanuel Quickley | Kentucky                          |
| 2020  | 2    | 53    | Cassius Winston   | Michigan State                    |
| 2019  | 1    | 21    | Brandon Clarke    | Gonzaga                           |
| 2018  | 2    | 53    | Devon Hall        | Virginia                          |
| 2018  | 2    | 57    | Kevin Hervey      | Texas Arlington                   |
| 2017  | 1    | 21    | Terrance Ferguson | Adelaide 36ers (Australie)        |
| 2015  | 1    | 14    | Cameron Payne     | Murray State                      |
| 2015  | 2    | 48    | Dakari Johnson    | Kentucky                          |
| 2014  | 1    | 21    | Mitch McGary      | Michigan                          |
| 2014  | 1    | 29    | Josh Huestis      | Stanford                          |
| 2013  | 1    | 12    | Steven Adams      | Pittsburgh                        |
| 2013  | 1    | 29    | Archie Goodwin    | Kentucky                          |
| 2013  | 2    | 32    | Álex Abrines      | FC Barcelona (Espagne)            |
| 2012  | 1    | 28    | Perry Jones       | Baylor                            |
| 2011  | 1    | 24    | Reggie Jackson    | Boston College                    |
| 2010  | 1    | 18    | Eric Bledsoe      | Kentucky                          |
| 2010  | 1    | 21    | Craig Brackins    | Iowa State                        |
| 2010  | 1    | 26    | Quincy Pondexter  | Washington                        |
| 2010  | 2    | 51    | Magnum Rolle      | Louisiana Tech                    |
| 2009  | 1    | 3     | James Harden      | Arizona State                     |
| 2009  | 1    | 25    | Rodrigue Beaubois | Cholet (France)                   |

### SuperSonics de Seattle (1967-2008)

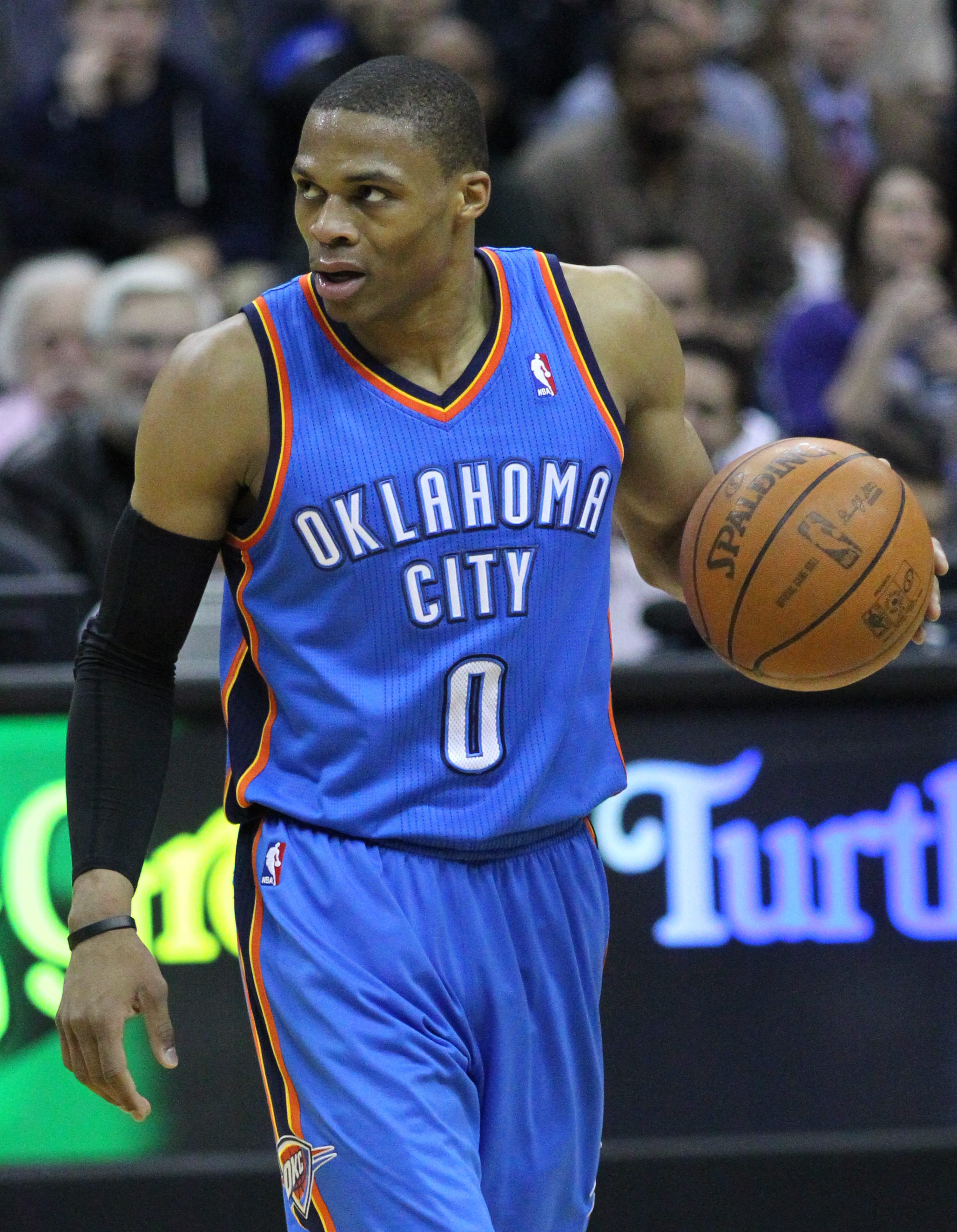
Russell Westbrook, sélectionné en 2008.

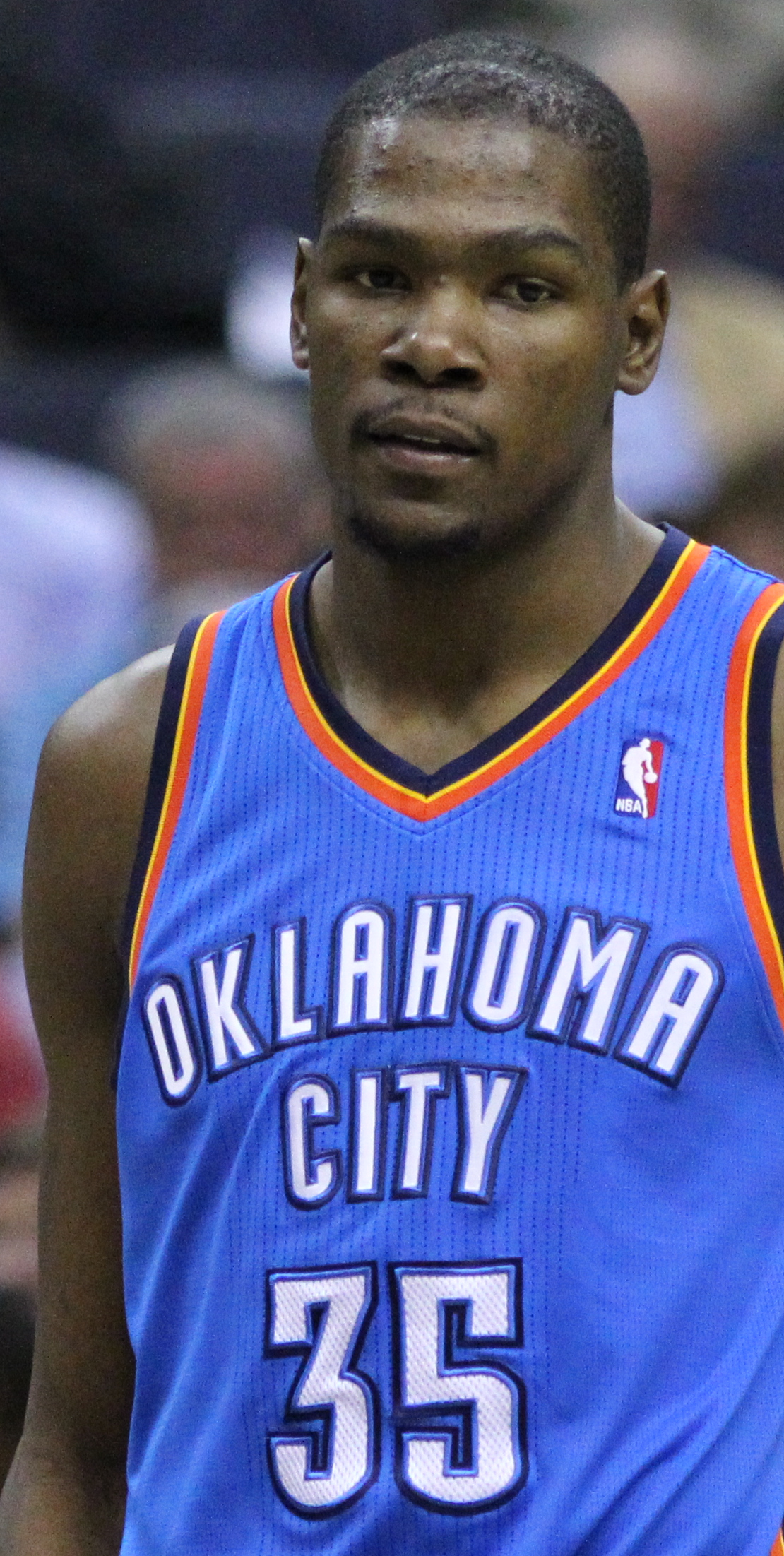
Kevin Durant, sélectionné en 2007.

| Année | Tour | Choix | Nom du joueur       | Provenance                                                 |
| ----- | ---- | ----- | ------------------- | ---------------------------------------------------------- |
| 2008  | 1    | 4     | Russell Westbrook   | UCLA                                                       |
| 2008  | 1    | 24    | Serge Ibaka         | L'Hospitalet (Espagne)                                     |
| 2008  | 2    | 32    | Walter Sharpe       | UAB                                                        |
| 2008  | 2    | 46    | Trent Plaisted      | BYU                                                        |
| 2008  | 2    | 50    | DeVon Hardin        | California                                                 |
| 2008  | 2    | 56    | Sasha Kaun          | Kansas                                                     |
| 2007  | 1    | 2     | Kevin Durant        | Texas                                                      |
| 2007  | 2    | 31    | Carl Landry         | Purdue                                                     |
| 2007  | 2    | 35    | Glen Davis          | LSU                                                        |
| 2006  | 1    | 10    | Mouhamed Sene       | Verviers-Pepinster (Belgique)                              |
| 2006  | 2    | 40    | Denham Brown        | Connecticut                                                |
| 2006  | 2    | 53    | Yotam Halperin      | Union Olimpija (Slovénie)                                  |
| 2005  | 1    | 25    | Johan Petro         | Pau-Orthez (France)                                        |
| 2005  | 2    | 48    | Mickaël Gelabale    | Real Madrid (Espagne)                                      |
| 2005  | 2    | 55    | Lawrence Roberts    | Mississippi State                                          |
| 2004  | 1    | 12    | Robert Swift        | Bakersfield HS                                             |
| 2004  | 2    | 35    | Andre Emmett        | Texas Tech                                                 |
| 2004  | 2    | 41    | David Young         | North Carolina Central                                     |
| 2003  | 1    | 12    | Nick Collison       | Kansas                                                     |
| 2003  | 1    | 14    | Luke Ridnour        | Oregon                                                     |
| 2003  | 2    | 41    | Willie Green        | Detroit                                                    |
| 2002  | 2    | 48    | Peter Fehse         | Halle (Allemagne)                                          |
| 2001  | 1    | 12    | Vladimir Radmanović | FMP Železnik (Yougoslavie)                                 |
| 2001  | 2    | 39    | Earl Watson         | UCLA                                                       |
| 2001  | 2    | 41    | Bobby Simmons       | DePaul                                                     |
| 2000  | 1    | 17    | Desmond Mason       | Oklahoma State                                             |
| 2000  | 2    | 42    | Olumide Oyedeji     | Würzburg (Allemagne)                                       |
| 2000  | 2    | 47    | Josip Sesar         | Cibona Zagreb (Croatie)                                    |
| 1999  | 1    | 13    | Corey Maggette      | Duke                                                       |
| 1998  | 1    | 27    | Vladimir Stepania   | Union Olimpija (Slovénie)                                  |
| 1998  | 2    | 32    | Rashard Lewis       | Alief Elsik HS (Houston)                                   |
| 1998  | 2    | 33    | Jelani McCoy        | UCLA                                                       |
| 1997  | 1    | 23    | Bobby Jackson       | Minnesota                                                  |
| 1997  | 2    | 40    | Eddie Elisma        | Georgia Tech                                               |
| 1997  | 2    | 54    | Mark Blount         | Pittsburgh                                                 |
| 1996  | 2    | 35    | Joseph Blair        | Arizona                                                    |
| 1996  | 2    | 45    | Joe Vogel           | Colorado State                                             |
| 1996  | 2    | 47    | Ron Riley (en)      | Arizona State                                              |
| 1996  | 2    | 57    | Drew Barry          | Georgia Tech                                               |
| 1995  | 1    | 26    | Sherell Ford        | UIC                                                        |
| 1995  | 2    | 54    | Eurelijus Žukauskas | Klaipėdos Neptūnas (Lituanie)                              |
| 1994  | 1    | 11    | Carlos Rogers       | Tennessee State                                            |
| 1994  | 2    | 37    | Dontonio Wingfield  | Cincinnati                                                 |
| 1994  | 2    | 54    | Željko Rebrača      | KK Partizan (Serbie)                                       |
| 1993  | 1    | 23    | Ervin Johnson       | New Orleans                                                |
| 1993  | 2    | 42    | Adonis Jordan       | Kansas                                                     |
| 1992  | 1    | 17    | Doug Christie       | Pepperdine                                                 |
| 1992  | 2    | 45    | Chris King          | Wake Forest                                                |
| 1991  | 1    | 14    | Rich King           | Nebraska                                                   |
| 1990  | 1    | 2     | Gary Payton         | Oregon State                                               |
| 1990  | 2    | 38    | Jud Buechler        | Arizona                                                    |
| 1990  | 2    | 53    | Abdul Shamsid-Deen  | Providence                                                 |
| 1989  | 1    | 16    | Dana Barros         | Boston College                                             |
| 1989  | 1    | 17    | Shawn Kemp          | Trinity Valley Community College                           |
| 1988  | 1    | 15    | Gary Grant          | Michigan                                                   |
| 1988  | 3    | 65    | Corey Gaines        | Loyola Marymount                                           |
| 1987  | 1    | 5     | Scottie Pippen      | Central Arkansas                                           |
| 1987  | 1    | 9     | Derrick McKey       | Alabama                                                    |
| 1987  | 3    | 55    | Tommy Amaker        | Duke                                                       |
| 1987  | 4    | 78    | Todd Linder         | Tampa                                                      |
| 1987  | 5    | 101   | Michael Tait        | Clemson                                                    |
| 1987  | 6    | 124   | Tom Gneiting        | BYU                                                        |
| 1987  | 7    | 147   | Mike Giomi          | North Carolina State                                       |
| 1986  | 2    | 30    | Nate McMillan       | North Carolina State                                       |
| 1986  | 2    | 38    | Lemone Lampley      | DePaul                                                     |
| 1986  | 3    | 53    | Tod Murphy          | UC Irvine                                                  |
| 1986  | 4    | 76    | Michael Graham      | Georgetown                                                 |
| 1986  | 5    | 99    | Dominic Pressley    | Boston College                                             |
| 1986  | 6    | 122   | Curtis Kitchen      | South Florida                                              |
| 1986  | 7    | 145   | Glen McCants        | Clemson                                                    |
| 1985  | 1    | 4     | Xavier McDaniel     | Wichita State                                              |
| 1985  | 3    | 53    | Rolando Lamb        | Virginia Commonwealth                                      |
| 1985  | 4    | 75    | Alex Stivrins       | Colorado                                                   |
| 1985  | 5    | 97    | Lou Stefanovic      | Illinois State                                             |
| 1985  | 6    | 122   | Earl Walker         | Mercer                                                     |
| 1985  | 7    | 144   | Michael Phelps      | Alcorn State                                               |
| 1984  | 2    | 28    | Cory Blackwell      | Wisconsin                                                  |
| 1984  | 2    | 39    | Danny Young         | Wake Forest                                                |
| 1984  | 3    | 52    | Terry Williams      | Alabama                                                    |
| 1984  | 4    | 83    | Jeff Jenkins        | Xavier                                                     |
| 1984  | 5    | 106   | Eli Pasquale        | Victoria (Canada)                                          |
| 1984  | 6    | 129   | Graylin Warner      | Southwestern Louisiana                                     |
| 1984  | 7    | 152   | Gary Gatewood       | Oregon                                                     |
| 1984  | 8    | 175   | Jerry McMillan      | DePaul                                                     |
| 1984  | 9    | 197   | Mike Williams       | Idaho State                                                |
| 1984  | 10   | 219   | Greg Brandon        | Creighton                                                  |
| 1983  | 1    | 16    | Jon Sundvold        | Missouri                                                   |
| 1983  | 2    | 36    | Scooter McCray      | Louisville                                                 |
| 1983  | 3    | 63    | Frank Burnell       | Stetson University                                         |
| 1983  | 4    | 86    | Pete DeBisschop     | Fairfield University                                       |
| 1983  | 5    | 109   | Brad Watson         | University of Washington                                   |
| 1983  | 6    | 132   | Tony Wilson         | Western Kentucky University                                |
| 1983  | 7    | 155   | Tony Gattis         | Mercer University                                          |
| 1983  | 8    | 178   | Ray Smith           | Armstrong Atlantic State University                        |
| 1983  | 9    | 200   | Tony Washington     | Hampton University                                         |
| 1983  | 10   | 221   | David Binion        | North Carolina Central University                          |
| 1982  | 3    | 65    | John Greig          | University of Oregon                                       |
| 1982  | 4    | 88    | Ken Owens           | University of Idaho                                        |
| 1982  | 5    | 111   | Rod Camp            | Southern Illinois University                               |
| 1982  | 6    | 134   | Bobby Potts         | University of North Carolina at Charlotte                  |
| 1982  | 7    | 157   | Allen Rayhorn       | Northern Illinois University                               |
| 1982  | 8    | 180   | Steve Burks         | University of Washington                                   |
| 1981  | 1    | 5     | Danny Vranes        | University of Utah                                         |
| 1981  | 3    | 53    | Mark Radford        | Oregon State University                                    |
| 1981  | 5    | 99    | Andra Griffin       | University of Washington                                   |
| 1981  | 6    | 122   | Earl Banks          | Auburn University                                          |
| 1981  | 7    | 145   | Tom Sienkiewicz     | Villanova University                                       |
| 1980  | 1    | 20    | Bill Hanzlik        | University of Notre Dame                                   |
| 1980  | 3    | 66    | Carl Bailey         | Tuskegee University                                        |
| 1980  | 4    | 89    | Gary Hooker         | Murray State University                                    |
| 1980  | 5    | 112   | Lenny Horton        | Georgia Institute of Technology                            |
| 1980  | 6    | 135   | Jim Strickland      | University of South Carolina                               |
| 1980  | 7    | 158   | Carl Ervin          | Seattle University                                         |
| 1980  | 8    | 176   | Al Dutch            | Georgetown University                                      |
| 1980  | 9    | 197   | Jim Tillman         | Eastern Kentucky University                                |
| 1980  | 10   | 212   | Kent Williams       | Texas Tech University                                      |
| 1979  | 1    | 6     | James Bailey        | Rutgers University                                         |
| 1979  | 1    | 7     | Vinnie Johnson      | Baylor University                                          |
| 1979  | 2    | 43    | Johnny Moore        | University of Texas at Austin                              |
| 1979  | 4    | 73    | James Donaldson     | Washington State University                                |
| 1979  | 4    | 87    | Richie Allen        | California State University, Dominguez Hills               |
| 1978  | 2    | 39    | James Lee           | University of Kentucky                                     |
| 1978  | 2    | 42    | Keven McDonald      | University of Pennsylvania                                 |
| 1978  | 3    | 61    | Dave Baxter         | University of Michigan                                     |
| 1978  | 4    | 83    | Billy Lewis         | Illinois State University                                  |
| 1978  | 5    | 105   | Ralph Drollinger    | University of California, Los Angeles                      |
| 1977  | 1    | 8     | Jack Sikma          | Illinois Wesleyan University                               |
| 1977  | 3    | 52    | Joe Hassett         | Providence College                                         |
| 1977  | 4    | 74    | Jim Cooper          | University of Alabama                                      |
| 1977  | 5    | 96    | Dale Haberman       | McKendree College                                          |
| 1977  | 6    | 118   | Bucky O'Brien       | Seattle University                                         |
| 1977  | 7    | 138   | Billy Reynolds      | Northwestern State University                              |
| 1977  | 8    | 158   | Jeff Frey           | University of Evansville                                   |
| 1976  | 1    | 11    | Bob Wilkerson       | Indiana University                                         |
| 1976  | 2    | 19    | Bayard Forrest      | Grand Canyon University                                    |
| 1976  | 2    | 29    | Dennis Johnson      | Pepperdine University                                      |
| 1976  | 4    | 63    | Willie Parr         | LeMoyne–Owen College                                       |
| 1976  | 5    | 80    | Robert Gray         | Wichita State University                                   |
| 1976  | 6    | 98    | Darrell Peterson    | Wake Forest University                                     |
| 1976  | 7    | 116   | Mark Klein          | Malone College                                             |
| 1976  | 8    | 134   | Norton Barnhill     | Washington State University                                |
| 1976  | 9    | 151   | Ron Johnson         | North Carolina Agricultural and Technical State University |
| 1976  | 10   | 167   | Ricky Lewis         | Alcorn State University                                    |
| 1975  | 1    | 12    | Frank Oleynick      | Seattle University                                         |
| 1975  | 2    | 21    | Bruce Seals         | Xavier University of Louisiana                             |
| 1975  | 4    | 66    | Jim Moore           | Utah State University                                      |
| 1975  | 5    | 84    | Dwain Govan         | Bishop College                                             |
| 1975  | 6    | 102   | Larry Smith         | North Carolina Agricultural and Technical State University |
| 1975  | 7    | 120   | Hollis Miller       | Drury University                                           |
| 1975  | 8    | 138   | Ken McKenzie        | University of Montana                                      |
| 1975  | 9    | 155   | Rich Haws           | Utah State University                                      |
| 1975  | 10   | 170   | Jerry Bellotti      | Santa Clara University                                     |
| 1974  | 1    | 3     | Tom Burleson        | North Carolina State University                            |
| 1974  | 2    | 26    | Leonard Gray        | California State University, Long Beach                    |
| 1974  | 3    | 44    | Tal Skinner         | University of Maryland Eastern Shore                       |
| 1974  | 4    | 62    | William Gordon      | University of Maryland Eastern Shore                       |
| 1974  | 5    | 80    | Dean Tolson         | University of Arkansas                                     |
| 1974  | 6    | 98    | Wardell Jackson     | Ohio State University                                      |
| 1974  | 7    | 116   | Jerry Faulkner      | State University of West Georgia                           |
| 1974  | 8    | 134   | Leonard Coulter     | Morehead State University                                  |
| 1974  | 9    | 152   | Bertrand du Pont    | Dillard University                                         |
| 1974  | 10   | 169   | Rod Derline         | Seattle University                                         |
| 1973  | 1    | 4     | Mike Green          | Louisiana Tech University                                  |
| 1973  | 4    | 56    | June Harris         | North Carolina Agricultural and Technical State University |
| 1973  | 5    | 73    | Chuck Iverson       | University of South Dakota                                 |
| 1973  | 6    | 90    | Bill McCoy          | University of Northern Iowa                                |
| 1973  | 7    | 107   | Jim Andrews         | University of Kentucky                                     |
| 1973  | 8    | 124   | Wardell Jeffries    | Oklahoma Baptist University                                |
| 1973  | 9    | 141   | Greg Williams       | Seattle University                                         |
| 1973  | 10   | 155   | Bob Bodell          | University of Maryland                                     |
| 1972  | 1    | 7     | Bud Stallworth      | University of Kansas                                       |
| 1972  | 2    | 18    | Joby Wright         | Indiana University                                         |
| 1972  | 2    | 23    | Brian Taylor        | Princeton University                                       |
| 1972  | 3    | 40    | Jim Creighton       | University of Colorado                                     |
| 1972  | 4    | 57    | Joe Mackey          | University of Southern California                          |
| 1972  | 5    | 73    | Gary Ladd           | Seattle University                                         |
| 1972  | 6    | 90    | Ronald Thomas       | University of Louisville                                   |
| 1972  | 7    | 107   | Jerry Dunn          | Western Kentucky University                                |
| 1972  | 8    | 123   | Willy Stoudamire    | Portland State University                                  |
| 1972  | 9    | 138   | Dwight Holliday     | University of Hawaii                                       |
| 1972  | 10   | 151   | Dan Stewart         | Washington State University                                |
| 1972  | 11   | 162   | Steve Turner        | Vanderbilt University                                      |
| 1972  | 12   | 171   | Gregg Daust         | University of Missouri–St. Louis                           |
| 1972  | 14   | 185   | Cleveland Hill      | Nicholls State University                                  |
| 1971  | 1    | 6     | Fred Brown          | University of Iowa                                         |
| 1971  | 2    | 23    | Jim McDaniels       | Western Kentucky University                                |
| 1971  | 4    | 57    | Pembroke Burrows    | Jacksonville University                                    |
| 1971  | 5    | 74    | Jeff Smith          | New Mexico State University                                |
| 1971  | 6    | 91    | Mike Neciase        | William Carey College                                      |
| 1971  | 7    | 108   | John Duncan         | Kentucky Wesleyan College                                  |
| 1971  | 8    | 125   | Charlie Lowery      | University of Puget Sound                                  |
| 1971  | 9    | 141   | Larry Holliday      | University of Oregon                                       |
| 1971  | 10   | 157   | Ed Huston           | University of Puget Sound                                  |
| 1971  | 11   | 173   | Jerome Perry        | Western Kentucky University                                |
| 1970  | 1    | 6     | Jim Ard             | University of Cincinnati                                   |
| 1970  | 2    | 20    | Jake Ford           | University of Maryland Eastern Shore                       |
| 1970  | 2    | 23    | Pete Cross          | University of San Francisco                                |
| 1970  | 3    | 40    | Gar Heard           | University of Oklahoma                                     |
| 1970  | 5    | 74    | Boyd Lynch          | Eastern Kentucky University                                |
| 1970  | 6    | 91    | Samuel Robinson     | California State University, Long Beach                    |
| 1970  | 7    | 108   | James Morgan        | University of Maryland                                     |
| 1970  | 8    | 125   | George Irvine       | University of Washington                                   |
| 1970  | 9    | 142   | Claude Virden       | Murray State University                                    |
| 1970  | 10   | 159   | Chuck Lloyd         | Yankton College                                            |
| 1970  | 11   | 174   | Andy Owens          | University of Florida                                      |
| 1970  | 12   | 187   | John Brunson        | Furman University                                          |
| 1970  | 13   | 197   | Allen McManus       | Winston-Salem State University                             |
| 1970  | 14   | 207   | Dan Beeson          | Linfield College                                           |
| 1969  | 1    | 3     | Lucius Allen        | University of California, Los Angeles                      |
| 1969  | 2    | 18    | Ronald Taylor       | University of Southern California                          |
| 1969  | 3    | 32    | Lee Winfield        | North Texas State University                               |
| 1969  | 4    | 46    | Hal Booker          | Cheyney University of Pennsylvania                         |
| 1969  | 5    | 60    | Jerry King          | University of Louisville                                   |
| 1969  | 6    | 74    | Ben McGilmer        | University of Iowa                                         |
| 1969  | 7    | 88    | Greg Wittman        | Western Carolina University                                |
| 1969  | 8    | 102   | Theartis Wallace    | Central Washington University                              |
| 1969  | 9    | 116   | Vince Fritz         | Oregon State University                                    |
| 1969  | 10   | 130   | Al Cueto            | University of Tulsa                                        |
| 1969  | 11   | 144   | Jim Connolly        | Bowling Green State University                             |
| 1969  | 12   | 158   | John Smith          | University of Puget Sound                                  |
| 1969  | 13   | 171   | Bob Burrow          | Seattle Pacific University                                 |
| 1969  | 14   | 182   | Jerry Conley        | Morehead State University                                  |
| 1969  | 15   | 191   | Ernie Powell        | University of Southern California                          |
| 1969  | 16   | 197   | Danny Cornett       | Morehead State University                                  |
| 1969  | 17   | 203   | Steve Honeycutt     | Kansas State University                                    |
| 1968  | 1    | 3     | Bob Kauffman        | Guilford College                                           |
| 1968  | 2    | 16    | Art Harris          | Stanford University                                        |
| 1968  | 3    | 24    | Jeff Ockel          | University of Utah                                         |
| 1968  | 3    | 34    | Ed Johnson          | Tennessee State University                                 |
| 1968  | 4    | 38    | Henry Logan         | Western Carolina University                                |
| 1968  | 5    | 52    | Al Hairston         | Bowling Green State University                             |
| 1968  | 6    | 66    | Ron Guziak          | Duquesne University                                        |
| 1968  | 7    | 80    | Jim McKean          | Washington State University                                |
| 1968  | 8    | 94    | Willie Rogers       | University of Oklahoma                                     |
| 1968  | 9    | 108   | Jimmy Smith         | Utah State University                                      |
| 1968  | 10   | 122   | Joe Kennedy         | Duke University                                            |
| 1968  | 11   | 136   | Jim Marsh           | University of Southern California                          |
| 1968  | 12   | 149   | Walt Simon          | University of Utah                                         |
| 1968  | 13   | 162   | Bud Ogden           | Santa Clara University                                     |
| 1968  | 14   | 173   | Mike Warren         | University of California, Los Angeles                      |
| 1967  | 1    | 6     | Al Tucker           | Oklahoma Baptist University                                |
| 1967  | 2    | 19    | Bob Rule            | Colorado State University                                  |
| 1967  | 3    | 30    | Sam Singleton       | University of Nebraska at Omaha                            |
| 1967  | 4    | 43    | Larry Bunce         | Utah State University                                      |
| 1967  | 5    | 54    | Plummer Lott        | Seattle University                                         |
| 1967  | 6    | 67    | Gordon Harris       | University of Washington                                   |
| 1967  | 7    | 78    | Dick Kolbert        | University of California, Santa Barbara                    |
| 1967  | 8    | 91    | Willie Wolters      | Boston College                                             |
| 1967  | 9    | 101   | Roderick McDonald   | Whitworth College                                          |
| 1967  | 10   | 113   | Gary Lechman        | Gonzaga University                                         |
| 1967  | 11   | 122   | Randy Matson        | Texas A&M University                                       |
| 1967  | 12   | 133   | Rubin Russell       | North Texas State University                               |
| 1967  | 13   | 140   | John Schroeder      | Ohio University                                            |
| 1967  | 14   | 147   | Jim Sutherland      | Clemson University                                         |
| 1967  | 15   | 152   | Willie Campbell     | University of Nebraska                                     |